# Forêt de Bavière

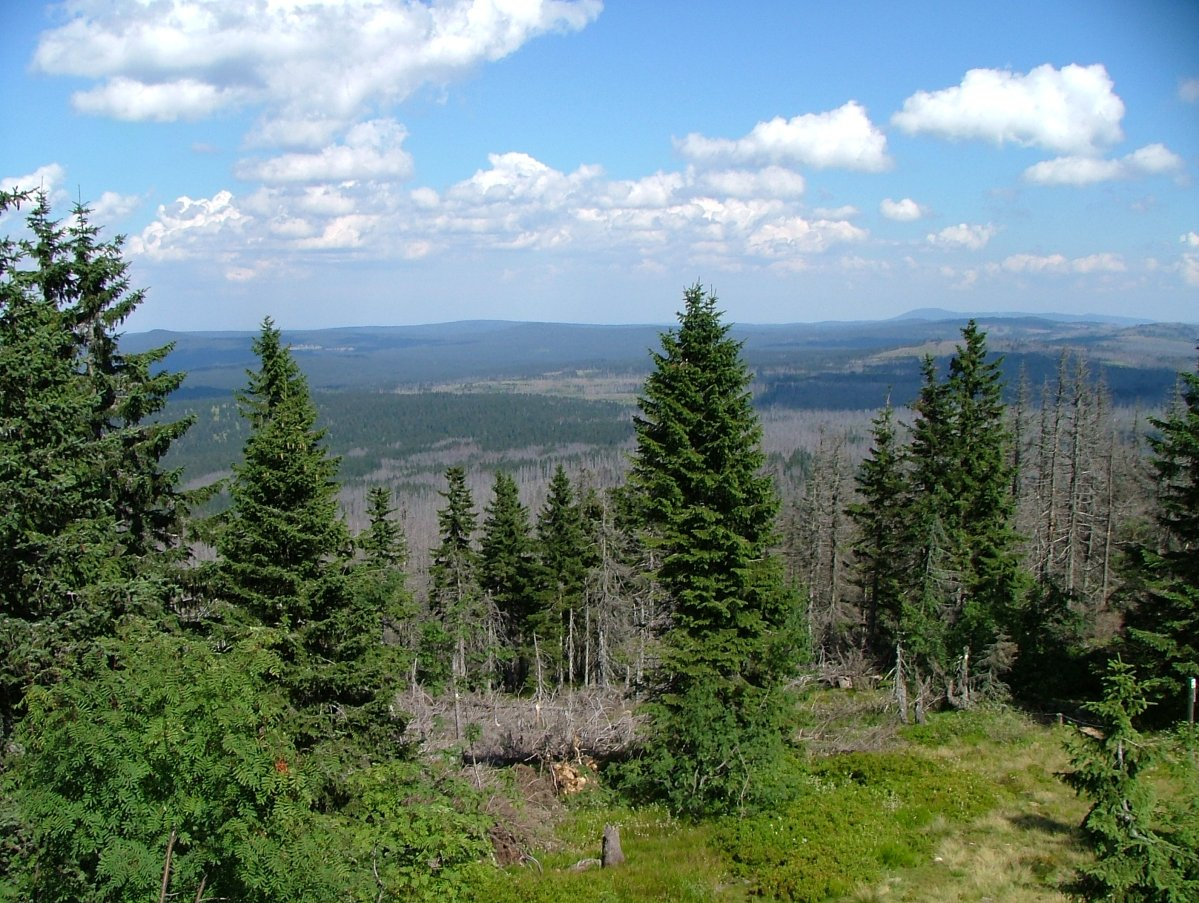
Paysage de la chaîne de montagnes de la forêt de Bavière.

La forêt de Bavière (en allemand Bayerischer Wald  ou Bayerwald), à l'est de la Bavière, est le contrefort d'une chaîne de montagnes plus puissante située essentiellement en République tchèque, la forêt de Bohême (ou Böhmerwald).
Ce massif s'étend sur une partie de la Basse-Bavière et du Haut-Palatinat et s'étend également sur 240 kilomètres entre Ratisbonne et Passau sur la rive est du Danube et a une largeur d'environ 200 kilomètres. Il constitue la ligne de partage des eaux entre le Danube et l'Elbe. La forêt de Bavière est arrosée principalement par le Regen et l'Ilz jusqu'au Danube. Une petite partie proche de la frontière tchèque au-dessus de Moldau fait partie du bassin de l'Elbe. Elle couvre une superficie totale de 6 000 kilomètres carrés.
La chaîne de montagnes s'étend vers l'est jusqu'aux frontières tchèques, où elle est appelée forêt de Bohême (Böhmerwald). Elle se prolonge au sud-ouest vers la Haute-Autriche par la Sauwald et le Mühlviertel et au nord, elle est limitée par la forêt du Haut-Palatinat (Oberpfälzer Wald).
Ses points culminants sont le Grosser Arber (1 456 m) et le Grosser Rachel (1 452 m). Cette partie est de la montagne a été classée en 1970 comme premier parc national d'Allemagne, le parc national de la forêt de Bavière (Nationalpark Bayerischer Wald). Agrandi en 1997, celui-ci forme avec le parc national de Šumava en République tchèque une des plus grandes régions boisées d'Europe.
Le tourisme a une place très importante en forêt de Bavière avec des prix relativement bon marché. Entre la nature, la randonnée et la culture forestière, il y a aussi plusieurs régions pour skier. La forêt de Bavière est aussi connue pour ses souffleurs de verre de Zwiesel, ainsi que les géosciences de la station scientifique de Wettzell (Fundamentelstation Wettzell) à Bad Kötzting.
Les gens du lieu désignent simplement la forêt de Bavière par Woid et se nomment eux-mêmes Waidler.

## Géographie et géologie

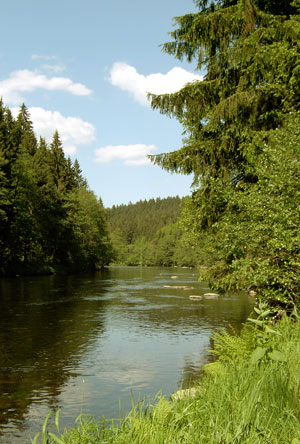
Vue du fleuve Regen.

La chaîne de montagne fortement boisée s'étend du point de vue géologique et géographico-culturel jusqu'à la Bohême et la Haute-Autriche. Elle se laisse grossièrement esquisser avec la région d'Allemagne qui est au sud de la ligne Regensbourg-Cham-Bayerisch Eisenstein et au nord-est du Danube.
La forêt de Bavière et de Bohême forment ensemble avec la forêt du Haut-Palatinat ainsi qu'au sud de Passau la forêt de Neubourg et la Sauwald le plus grand espace naturel de Basse-Bavière et aussi la plus grande région boisée d'Europe.
La rudesse du climat et la pauvreté des sols ont contraint les populations à compenser les activités traditionnelles du bois et de l'agriculture d'altitude par l'exploitation des mines, la métallurgie et surtout la fabrication du verre.

## Histoire
Cette région forestière s'étend sur trois pays : l'actuelle forêt de Bohême (Böhmerwald), la forêt de Bavière (Bayerwald ou Bayerischer Wald), une partie du Mühlviertel en Haute Autriche. Avant que l'histoire de cette région soit expliquée, il est important de mettre en avant que le terme Bayerischer Wald a été caractérisé d'abord tôt dans le XIXe siècle (on accepte à buts touristiques de pouvoir délimiter exactement une région jalonnée). Auparavant, il n'y avait aucune indication différente pour cette région, elle était pour les habitants d'un côté comme de l'autre de la forêt de Bohême, ou encore plus couramment der Woid. Son nom apparaît déjà dans les vieilles sources écrites traditionnelles, cette région connaît déjà de grandes personnalités grecques et romaines, ainsi cette partie de montagne forestière d'Europe centrale est désignée par César puis Tacite comme forêt hercynienne.
Le nom allemand de la zone forestière est donc très ancien. La Bavière, elle-même, nommait à l'origine la grande forêt limitrophe au nord de sa nouvelle région de colonisation la forêt du Nord (Nordwald), qui ressort d'un acte du roi allemand Louis en 853. Plus tard, il s'agit aussi dans l'acte de donations de Niedernburg de 1010 (Niedernburger Schenkungsurkunde de 1010), où la formulation silva quae vocatur Nortuualt est lisible. Mais le terme de forêt du Nord disparaît progressivement et était désigné visiblement comme Bohemica silva (forêt de Bohême) dans toutes les cartes de cette époque. Et Johannes Thurmair, le grand historiographe bavarois, nommé Aventin (1477 jusqu'à 1534) fait figurer dans sa carte de 1523 représentant la Bavière de haut en bas (Obern und Nieder Bayern), la première carte géographique de la Bavière entière, la forêt de Bohême (behemisch waldt) au nord du Danube et avec l'addition du Hercynie et Boiernie pars, il en ressort que la forêt de Bohême n'est pas seulement une partie de la Bohême dans ce document. Puis le cartographe Sebastian Münster informe dans sa célèbre description du monde Cosmographey de 1544 que même toute la chaîne de montagne en forme de losange qui entoure le bassin de Bohême autour de Prague comme un mur (ce qui n'est pas incontestable pour les historiens d'aujourd'hui).
L'appartenance embrouillée de la forêt de Bohême serait même un peu amusant, si elle n'était pas aussi triste à travers la récente histoire douloureuse : avant et entre la période des guerres mondiales chaque côté des forêts de Bohême s'est vu appartenir chaque fois à un autre pays, selon la position de chacun, elle avait en conséquence une autre nationalité.
Pour les Tchèques, les Rosses et les Slovaques, elles sont considérées de droit comme allemandes, dans les états pluriethniques d'Autriche-Hongrie, on les compte en Bavière et elles voient en revanche la Bavière en tant qu'Autrichiens (dans les frontières de la monarchie des Habsbourg aussi ce n'est pas totalement faux).

## Le parc national
Le cœur de la forêt est un parc national où l'exploitation commerciale du bois a été stoppée pour laisser la nature reprendre ses droits. Ce parc a été créé en 1970 par la Bavière avec tout d'abord 130 km2 et a été agrandi en 1997 avec les régions entre le Große Rachel et le Große Falkenstein sur 240 km2. Le parc comprend quelques régions avec l'épaisse forêt appelée vierge (Urwald), de petits lacs et des marais de Regen (Regenmooren) qui sont souvent nommés le haut marais (Hochmoor).
Il forme avec le parc national tchèque Šumava la plus grande région forestière d'Europe centrale. L'aménagement et le climat en ont fait en 35 ans une forêt naturelle inhabituelle et variée.
Le parc national donne en même temps en tant que point d'attraction du tourisme une idée en histoire naturelle, en protection de l'environnement et en histoire culturelle. Les deux centres d'informations Hans-Eisenmann-Haus à Neuschönau et Haus der Wildnis à Ludwigsthal aux pieds du Große Falkenstein servent surtout aux visiteurs avec leurs vastes réserves d'animaux à pouvoir admirer les ours, les lynx, les loups, les sangliers, les chevaux sauvages.
Aujourd'hui, le tourisme y joue un rôle vital. La plupart des visiteurs sont des Allemands en quête de vacances paisibles et bon marché, profitant de l'air frais et des nombreuses activités de plein air, randonnée, cyclisme ou ski.
Le musée du verre (Glasmuseum) de Frauenau expose une merveilleuse collection de verrerie dont les plus anciennes pièces remontent à 3000 ans et honore un artisanat local toujours d'actualité.